# Daleszynek
Daleszynek – średniej wielkości wieś sołecka w Polsce położona w województwie wielkopolskim, w powiecie międzychodzkim, w gminie Kwilcz, przy drodze krajowej nr 24.
W okresie Wielkiego Księstwa Poznańskiego (1815-1848) miejscowość wzmiankowana jako Daleszynko należała do wsi mniejszych w ówczesnym pruskim powiecie Międzyrzecz w rejencji poznańskiej. Daleszynko należało do okręgu kwileckiego tego powiatu i stanowiło część majątku Lubosz, którego właścicielem był wówczas Daniel Barth. Według spisu urzędowego z 1837 roku wieś liczyła 99 mieszkańców, którzy zamieszkiwali 14 dymów (domostw).
W latach 1975–1998 miejscowość administracyjnie należała do województwa poznańskiego.